# منتزة جزيرة هونيمون الحكومي

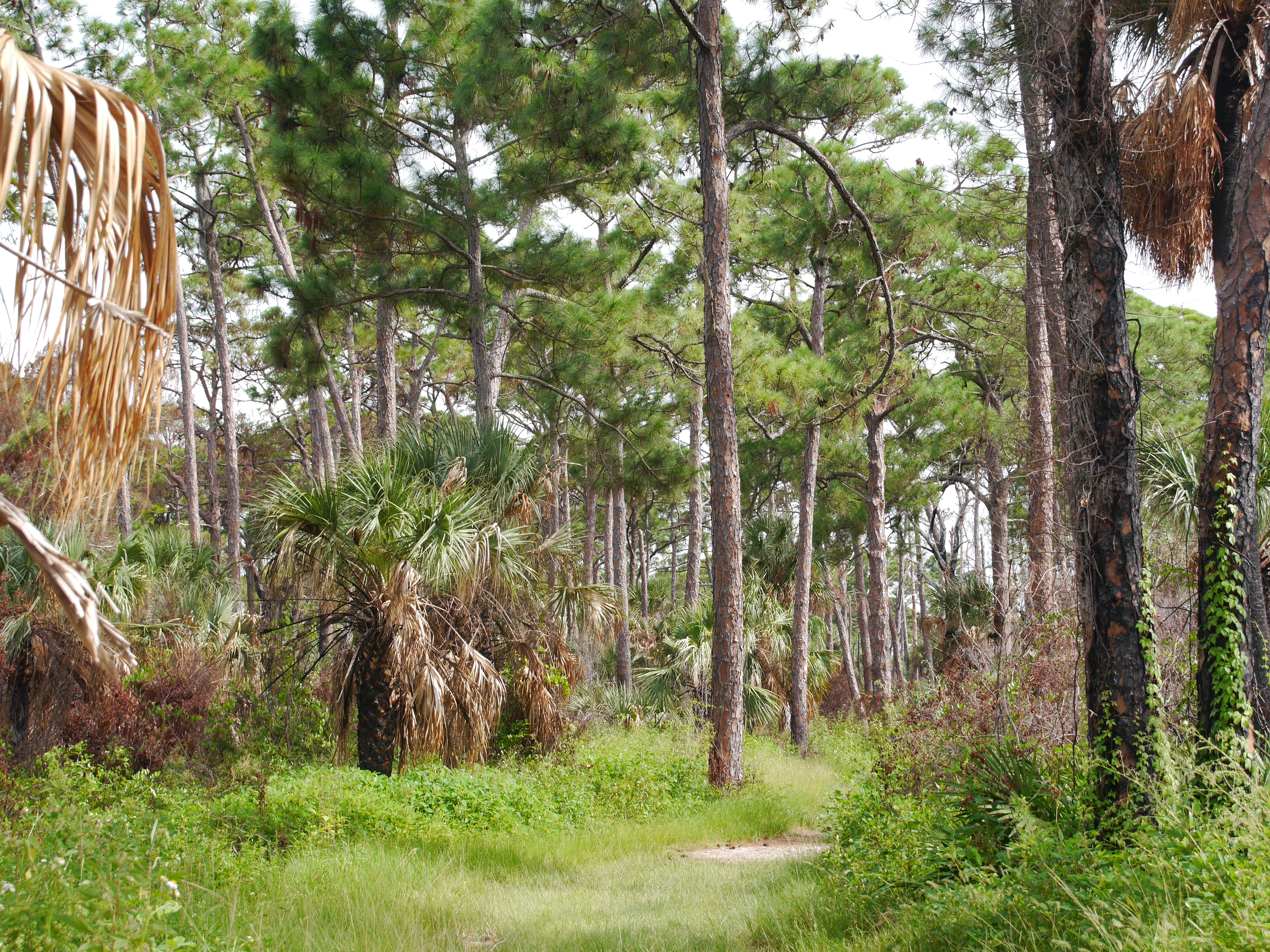

يقع منتزه جزيرة هونيمون الحكومي في جزيرة هوني مون في ولاية فلوريدا بالولايات المتحدة، وهو من بين 158 منتزه حكومي مصنف في ولاية فلوريدا وحدها وهي جزيرة حاجزة مقابل شارع جوزيف؛ حيث تبلغ مساحتها 1,6 كيلو متر مربع، و10 كيلو متر مربع مغموراً و6 كيلومتر طول شواطئ.
يقع في اقصى شرق شارع كوسيواي، الذي أصبح شارع كيرليو شرق الطريق السريع 19. كانت في الأصل جزءًا من جزيرة حاجزة كبيرة انقسمت إلى نصفين خلال إعصار باس الكبير في عام 1921.
ووفقاً لمنطقة خدمة فلوريدا فإن الجزيرة قدمت للسياسة الأمريكية في مطلع عام 1940 من خلال الإعلانات في الصحف والمجلات. فتحت الجزيرة  للجمهور الأمريكي في أوائل الأربعينيات من خلال نشرات الأخبار والمجلات. ونشرت الإشهارات لإستجذاب السواح حديثي الزواج.  كانت جزيرة  هونيمون أي «شهر العسل» تُعرف سابقًا باسم جزيرة هوج. في أوائل الأربعينيات.
تعتبر الجزيرة موطناً للعديد من الحيوانات والنباتات كالصنوبر وشجر الأيكة الساحلية أو (بالإنجليزية: Mangrove). وفي عام 1964 تم هدم المباني في الجزيرة وتحويلها إلى متنزة حكومي وإنشاء جسر يسهل الوصول إليها.

## معرض الصور

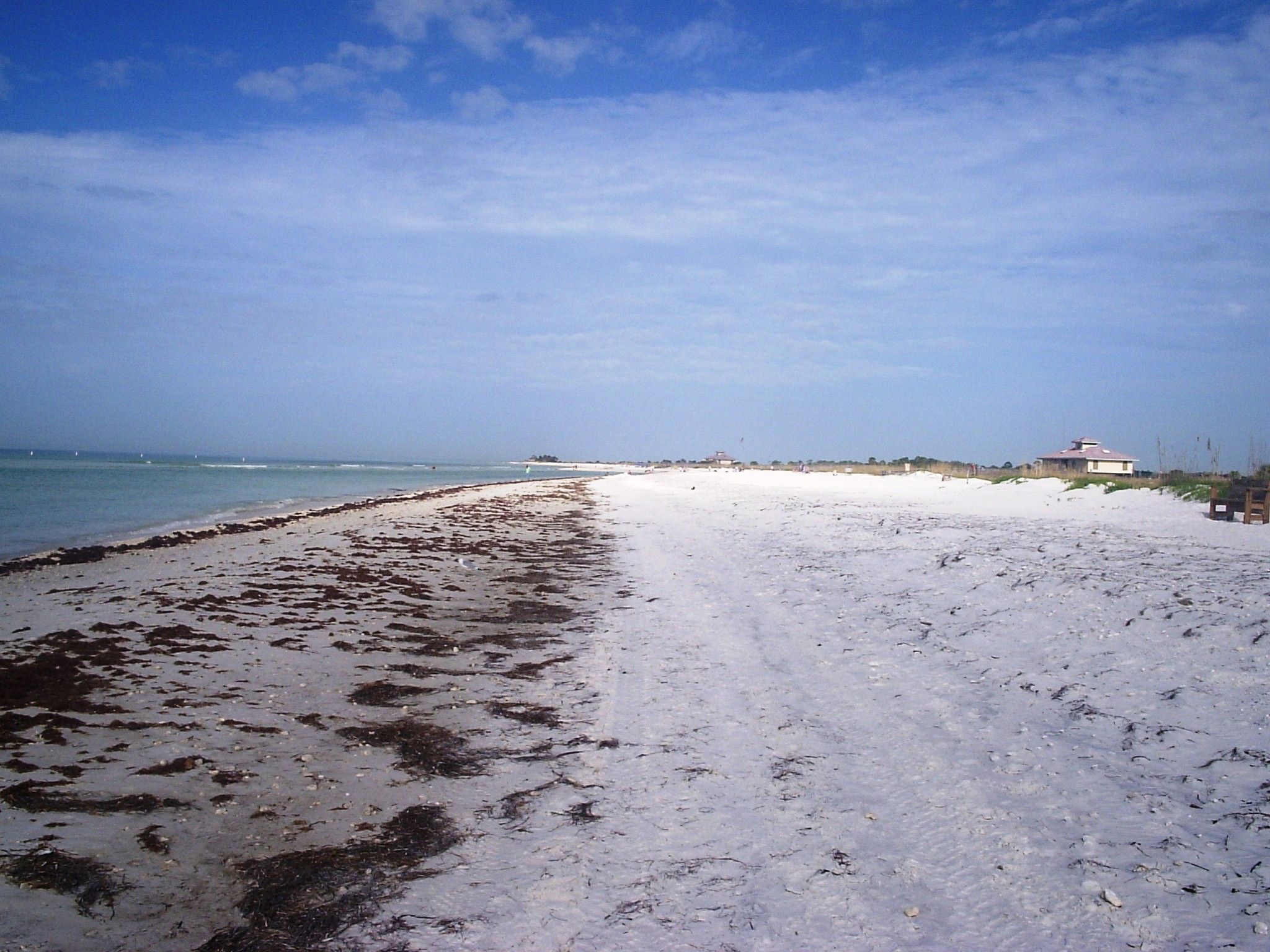
على الشاطئ في اتجاه الشمال مع خليج المكسيك على اليسار
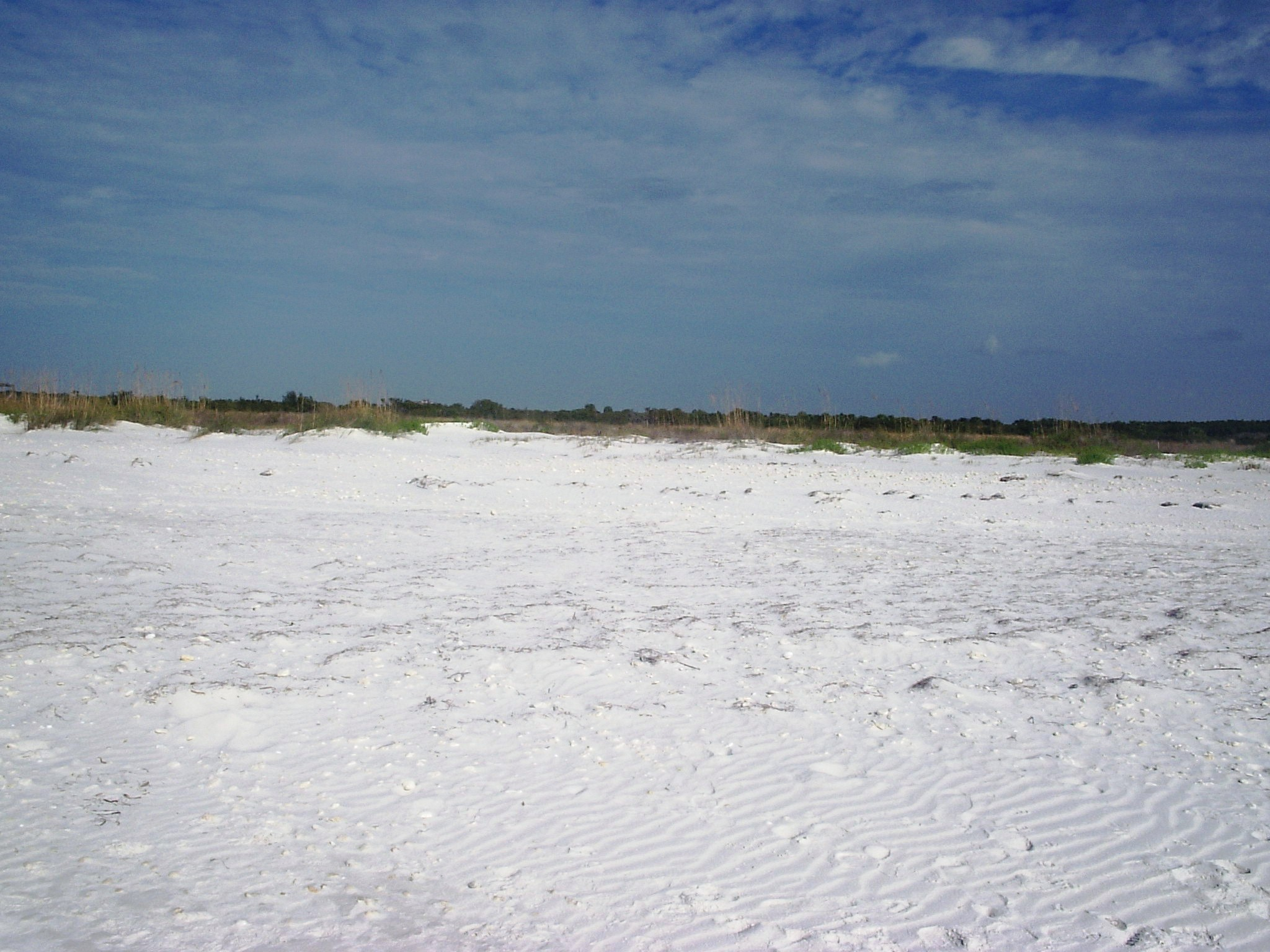
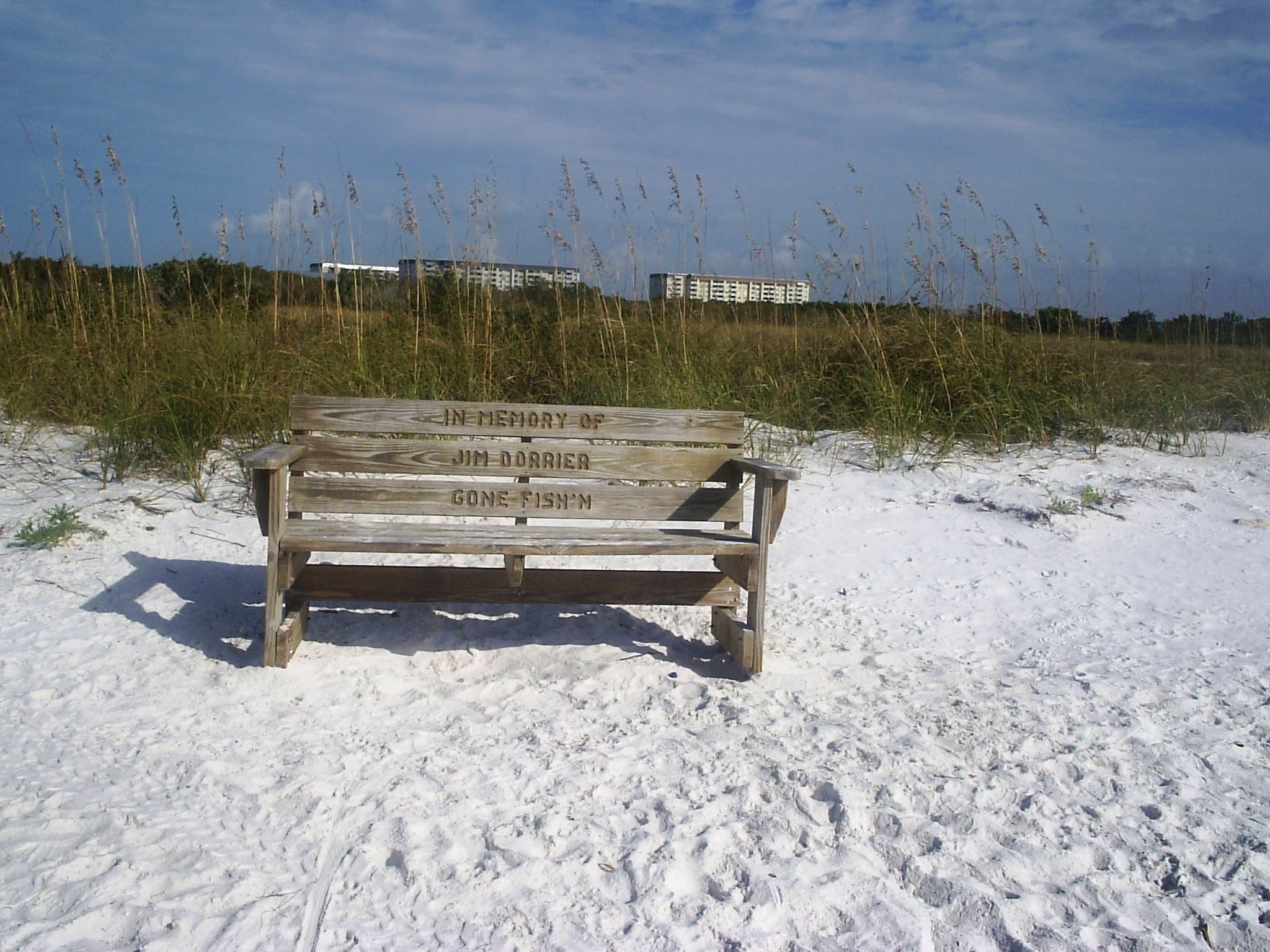
مقعد تذكاري
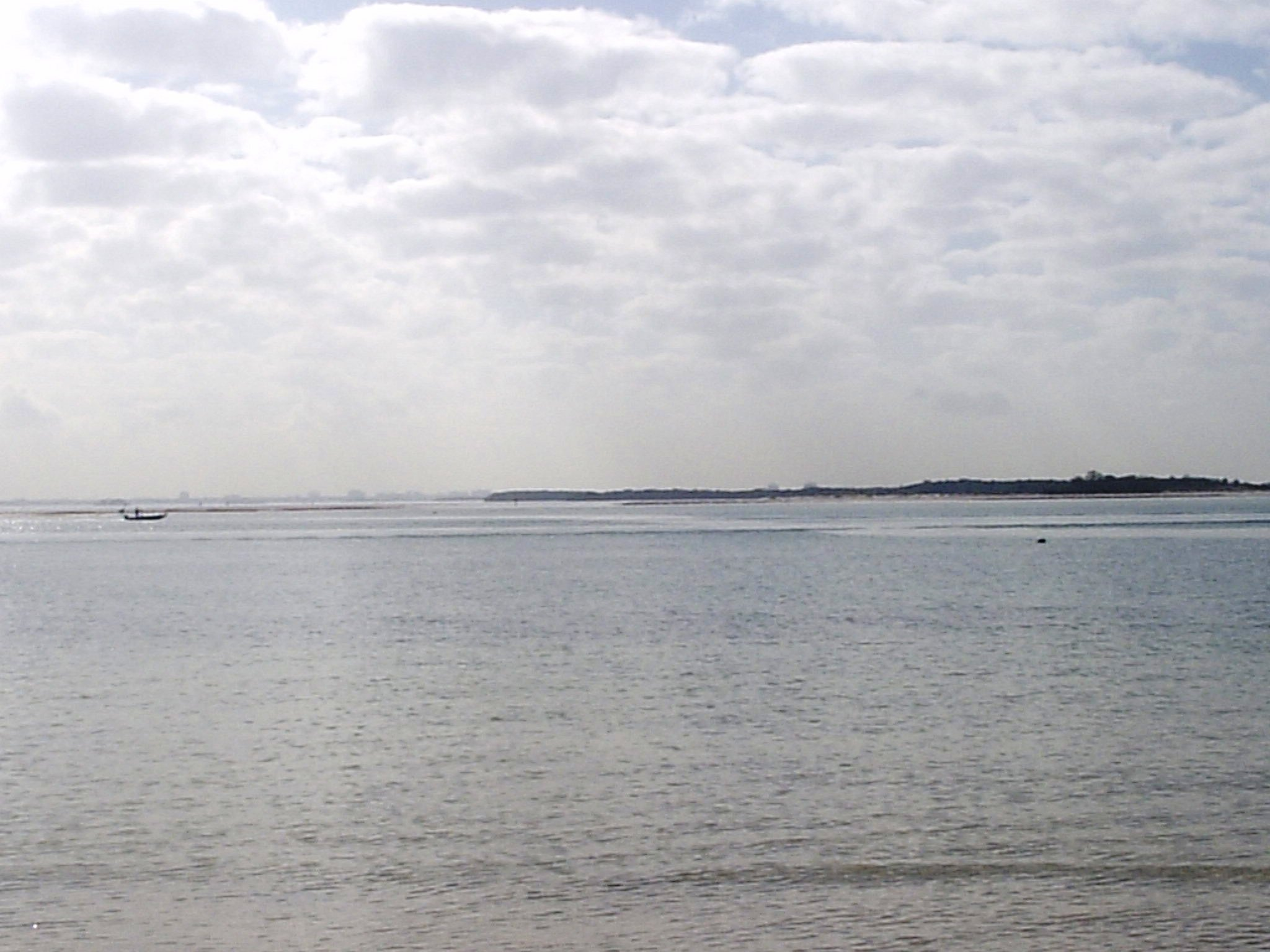
ممر الإعصار
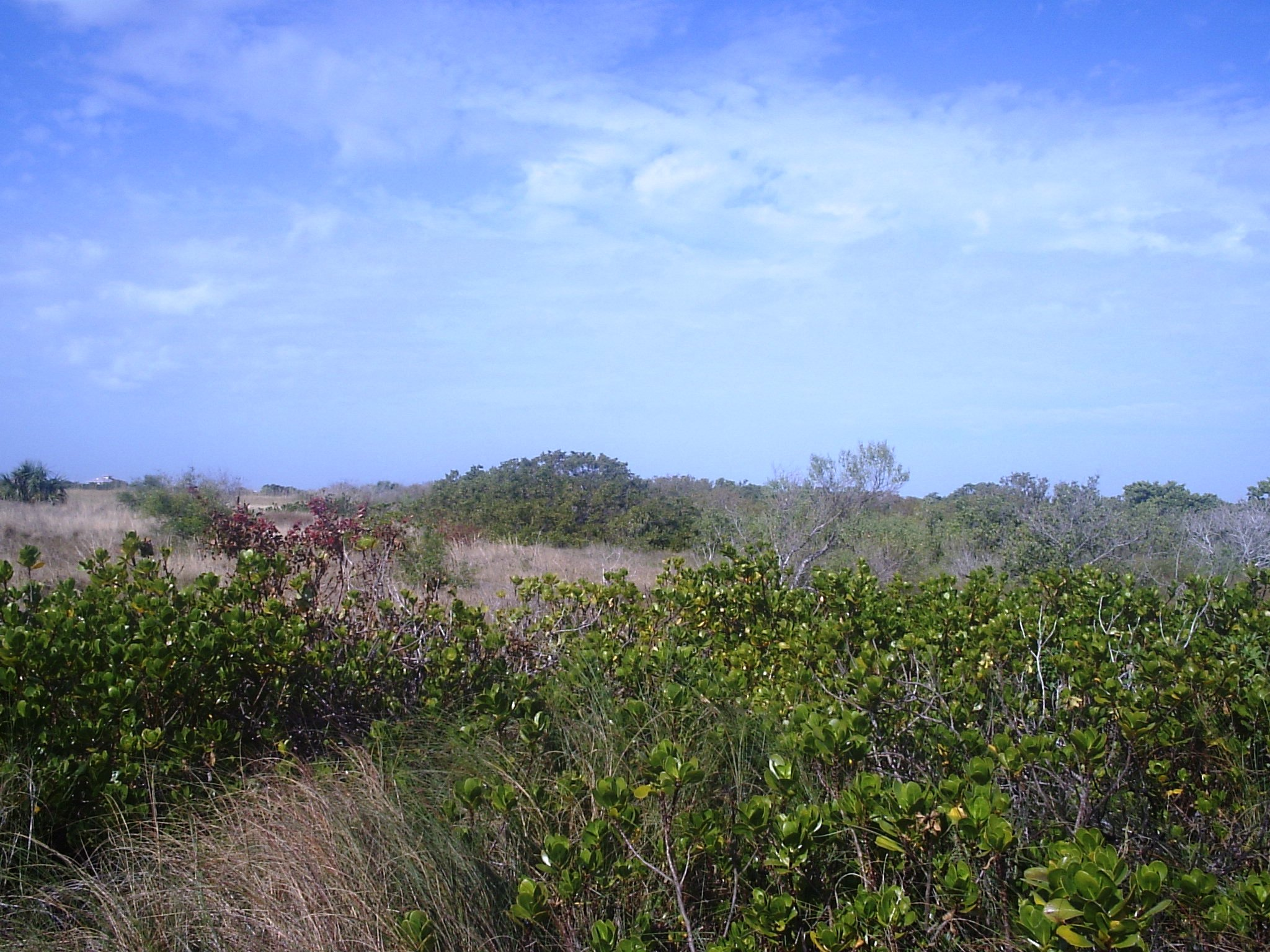
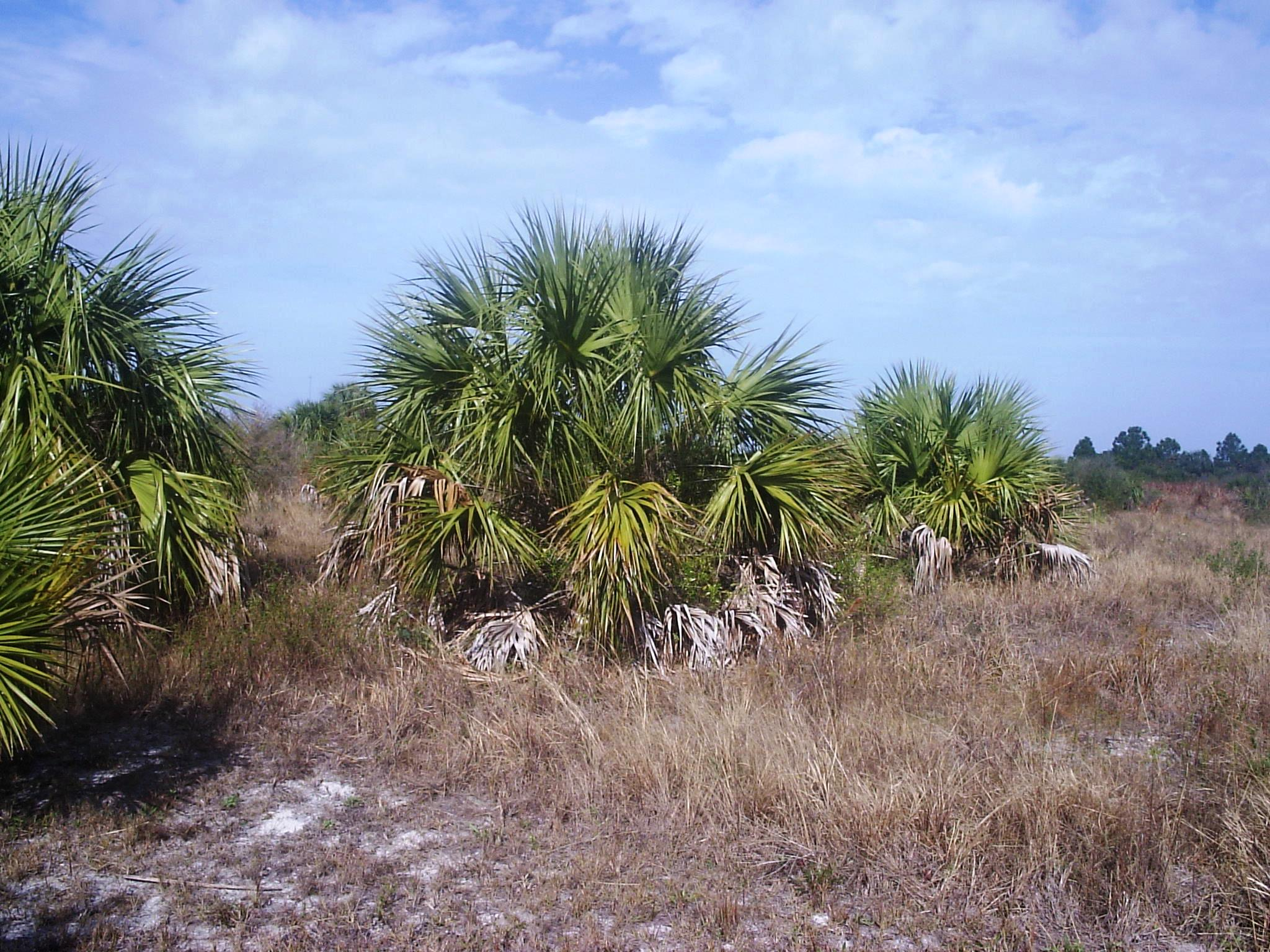
بالميتو
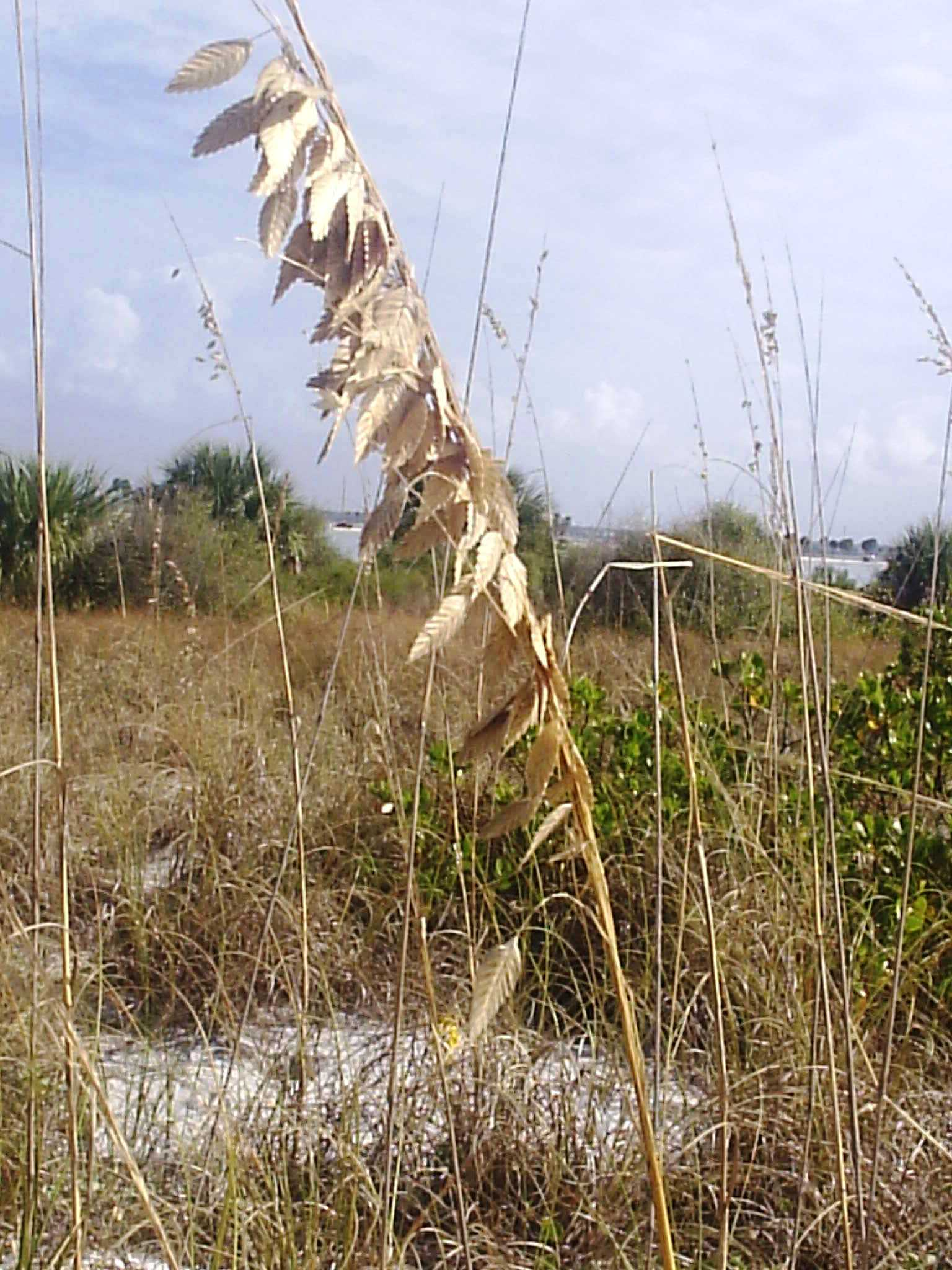
شوفان البحر
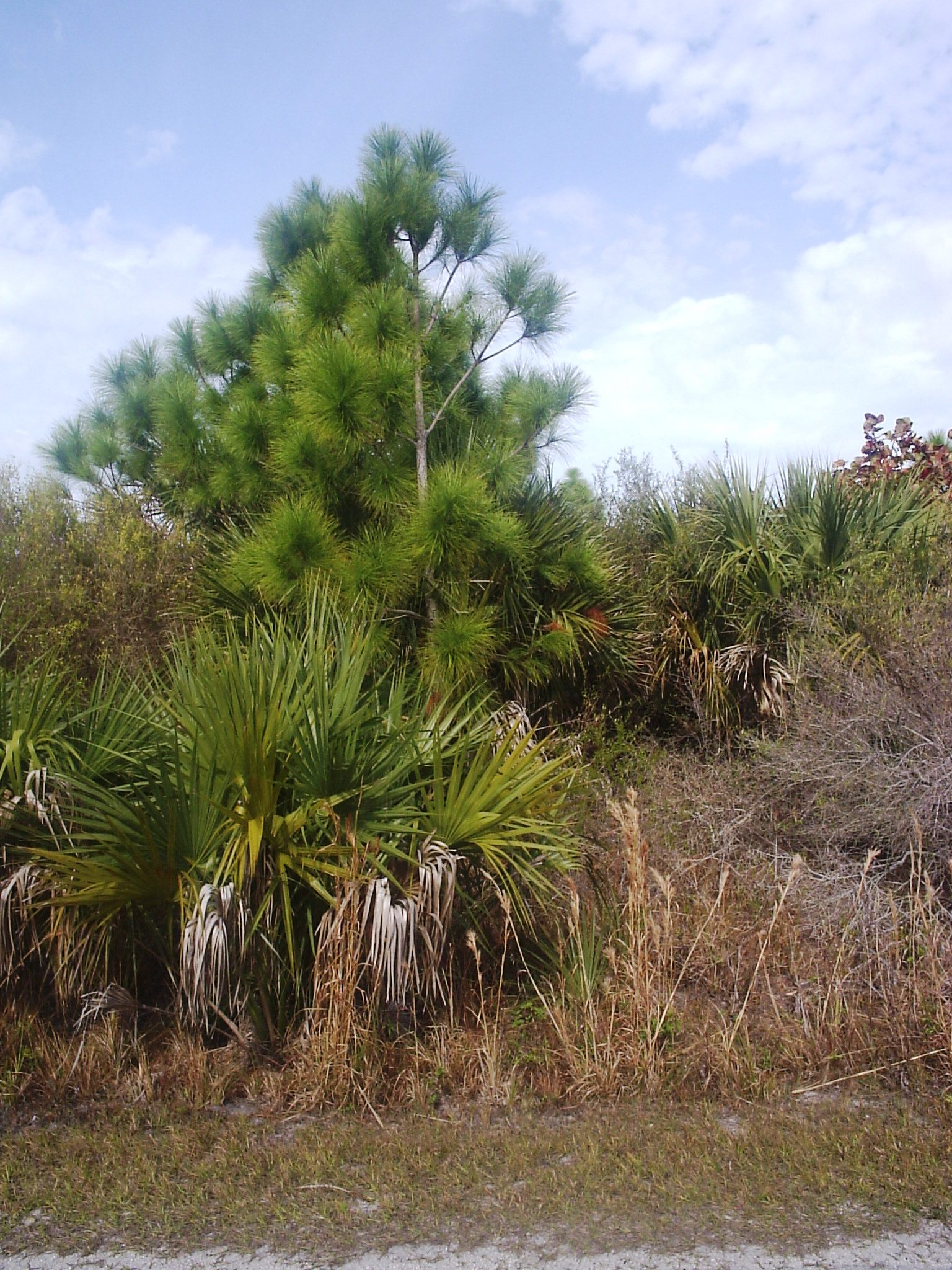
سلاش باين وبالميتو
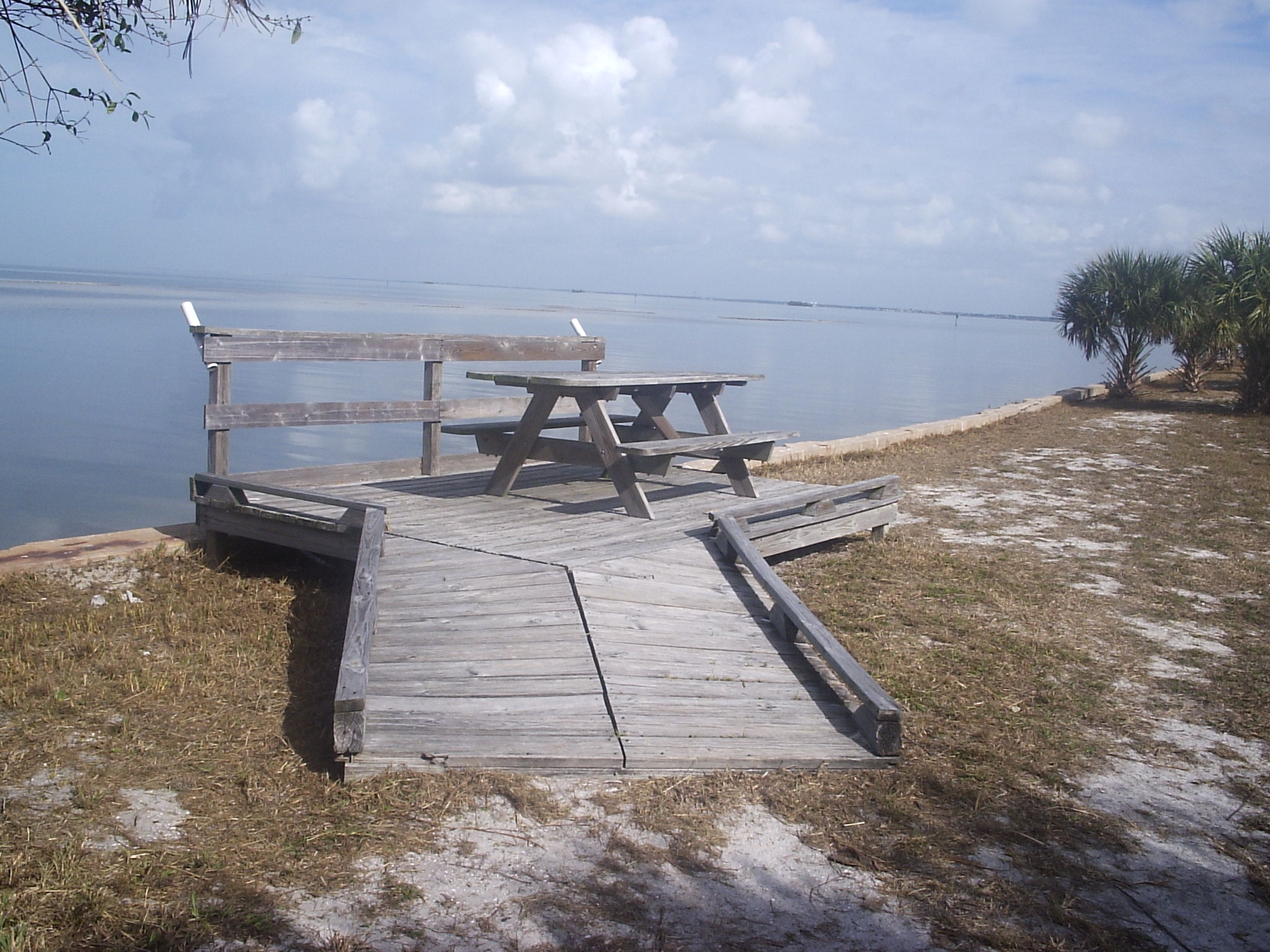
طاولة نزهة مع صوت القديس يوسف في الخلفية
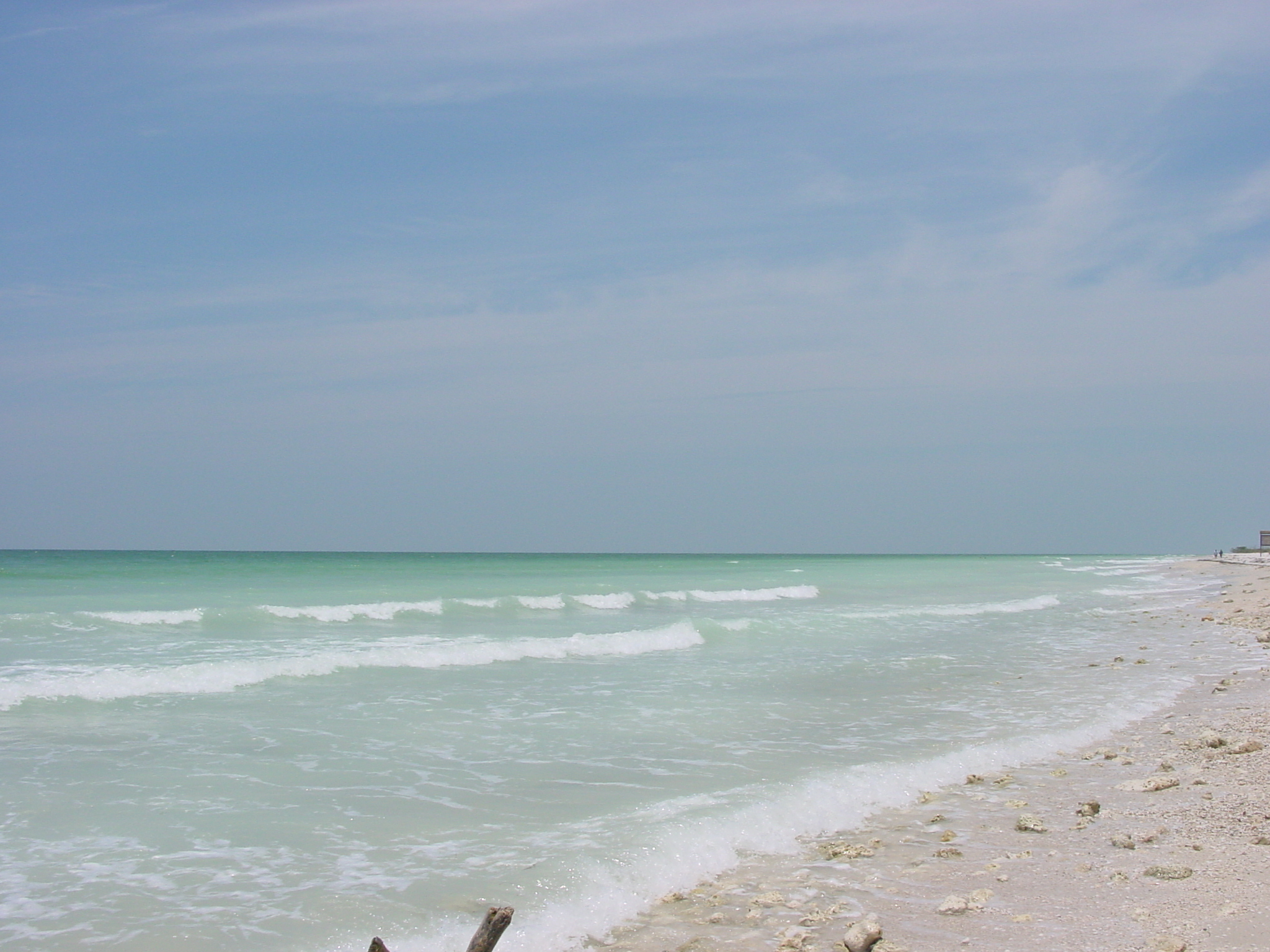
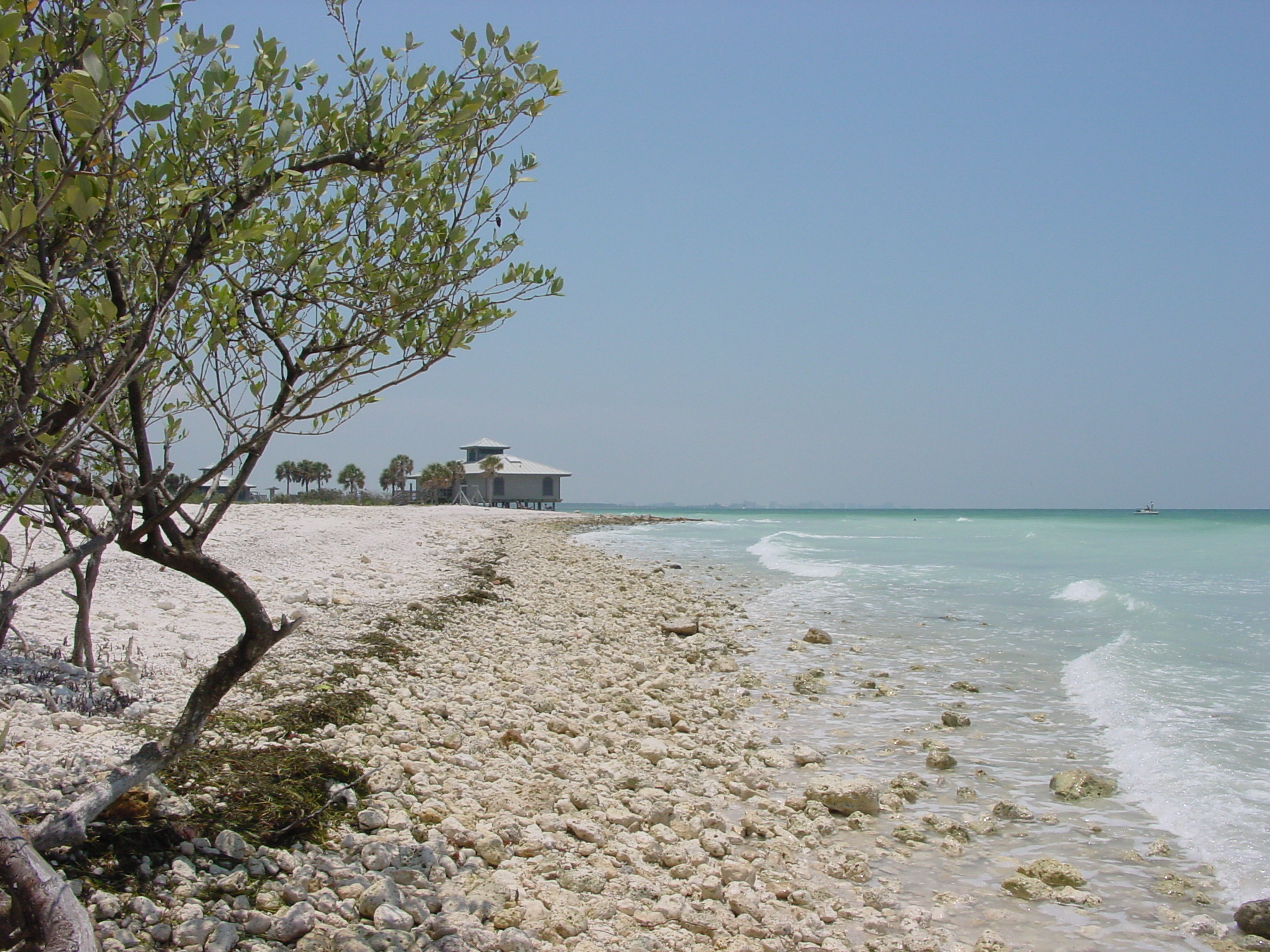
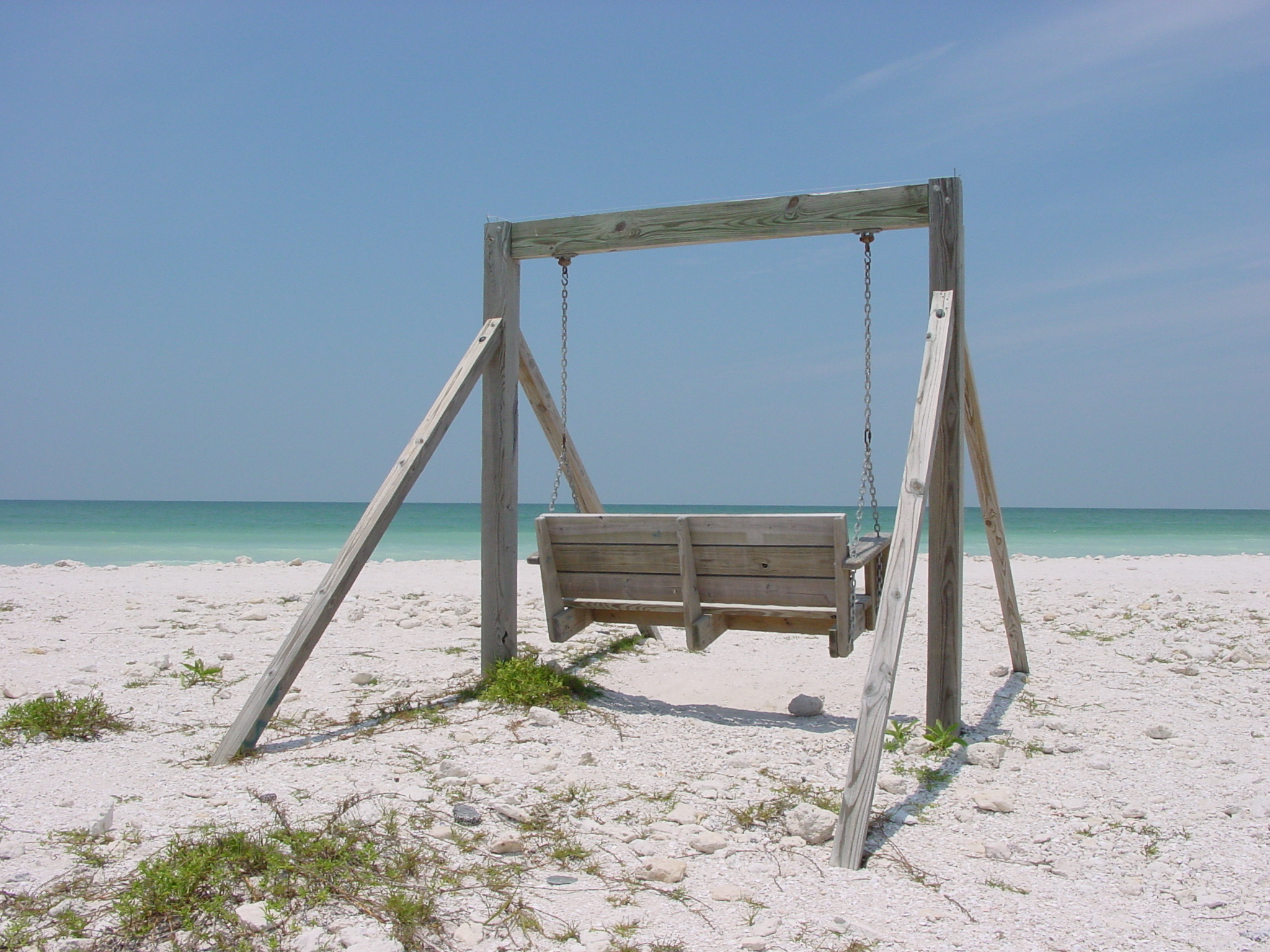
الأرجوحة تقول ، "في ذكرى محبة لإريك العزيز"
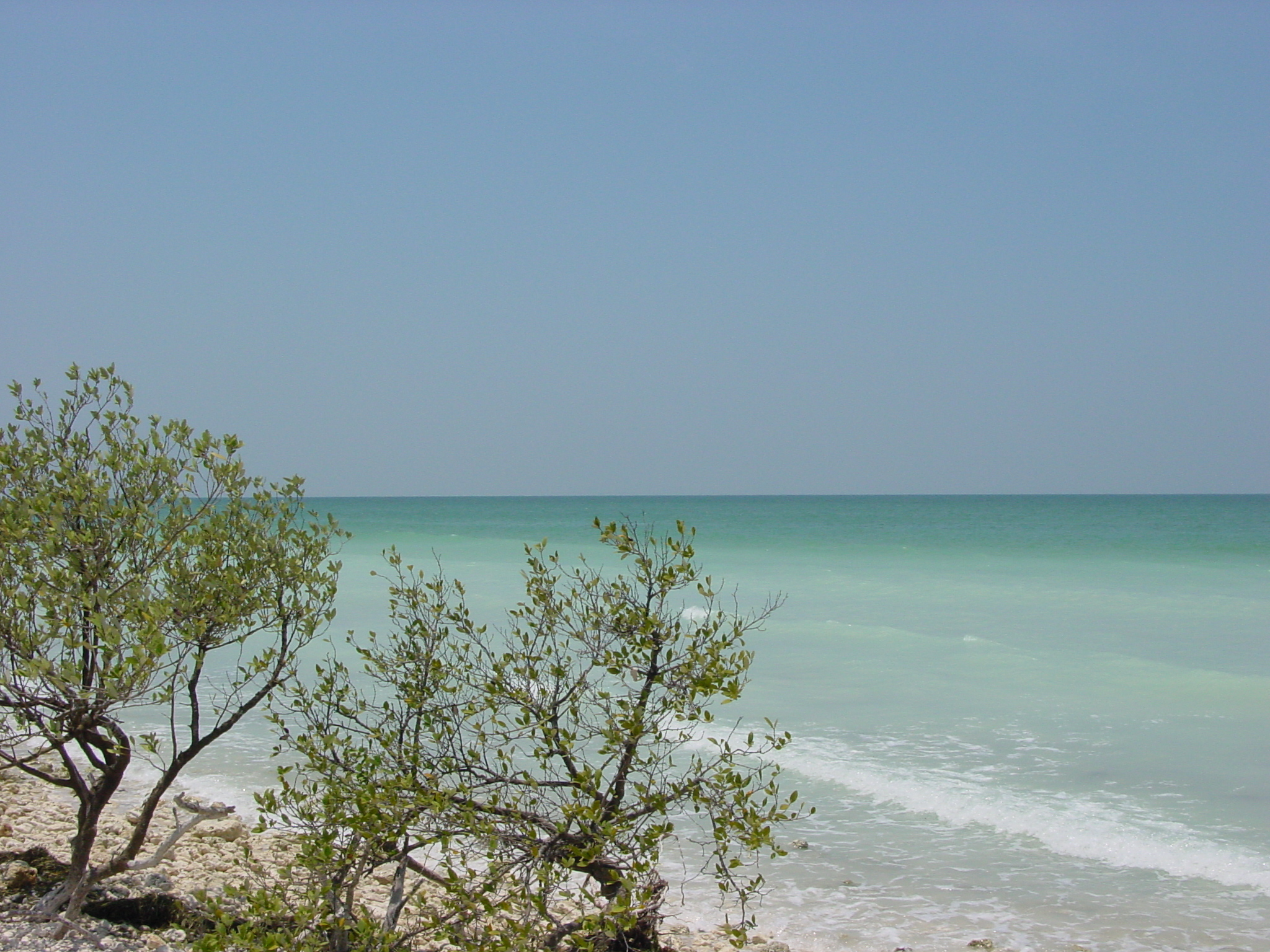
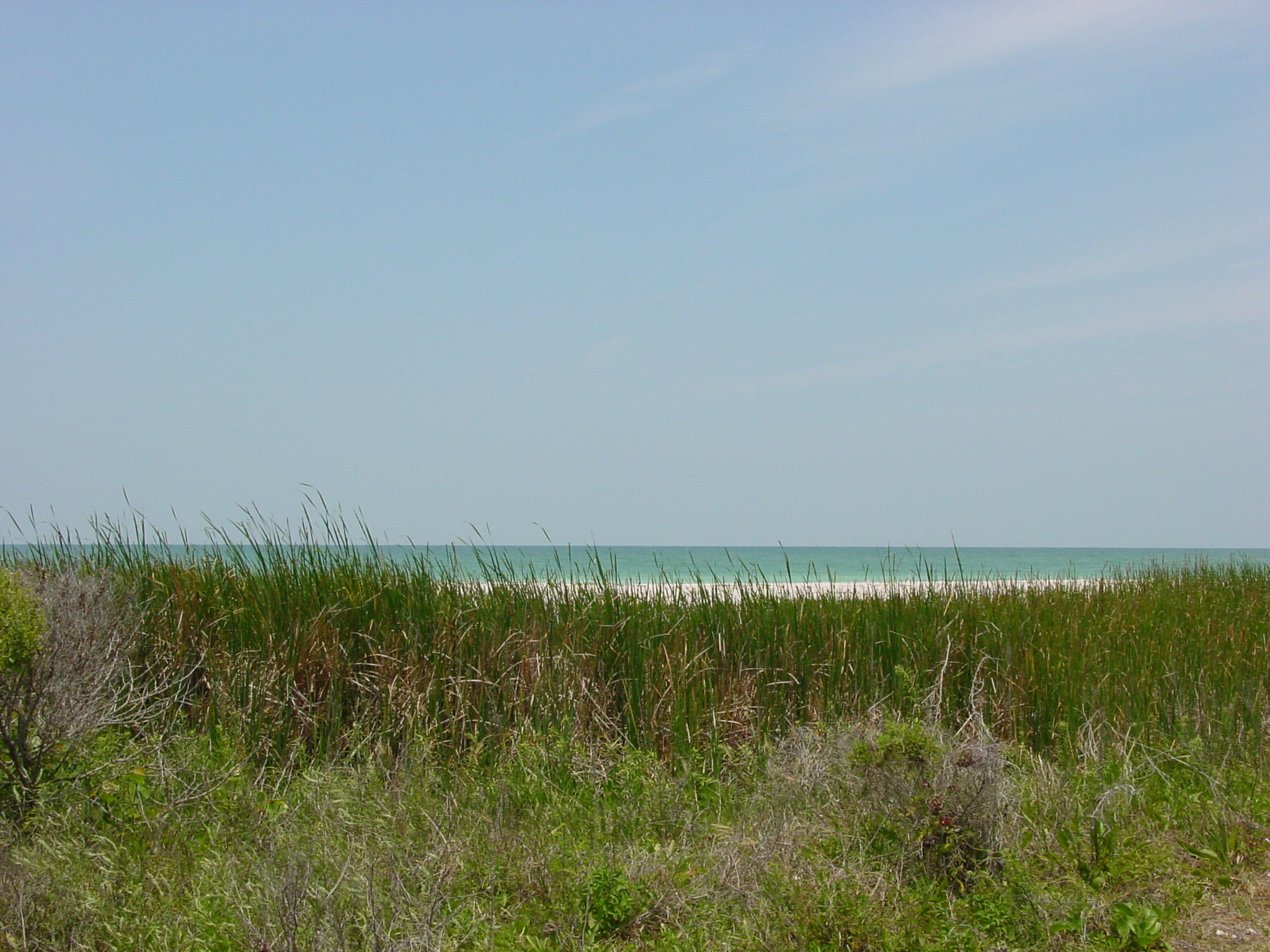
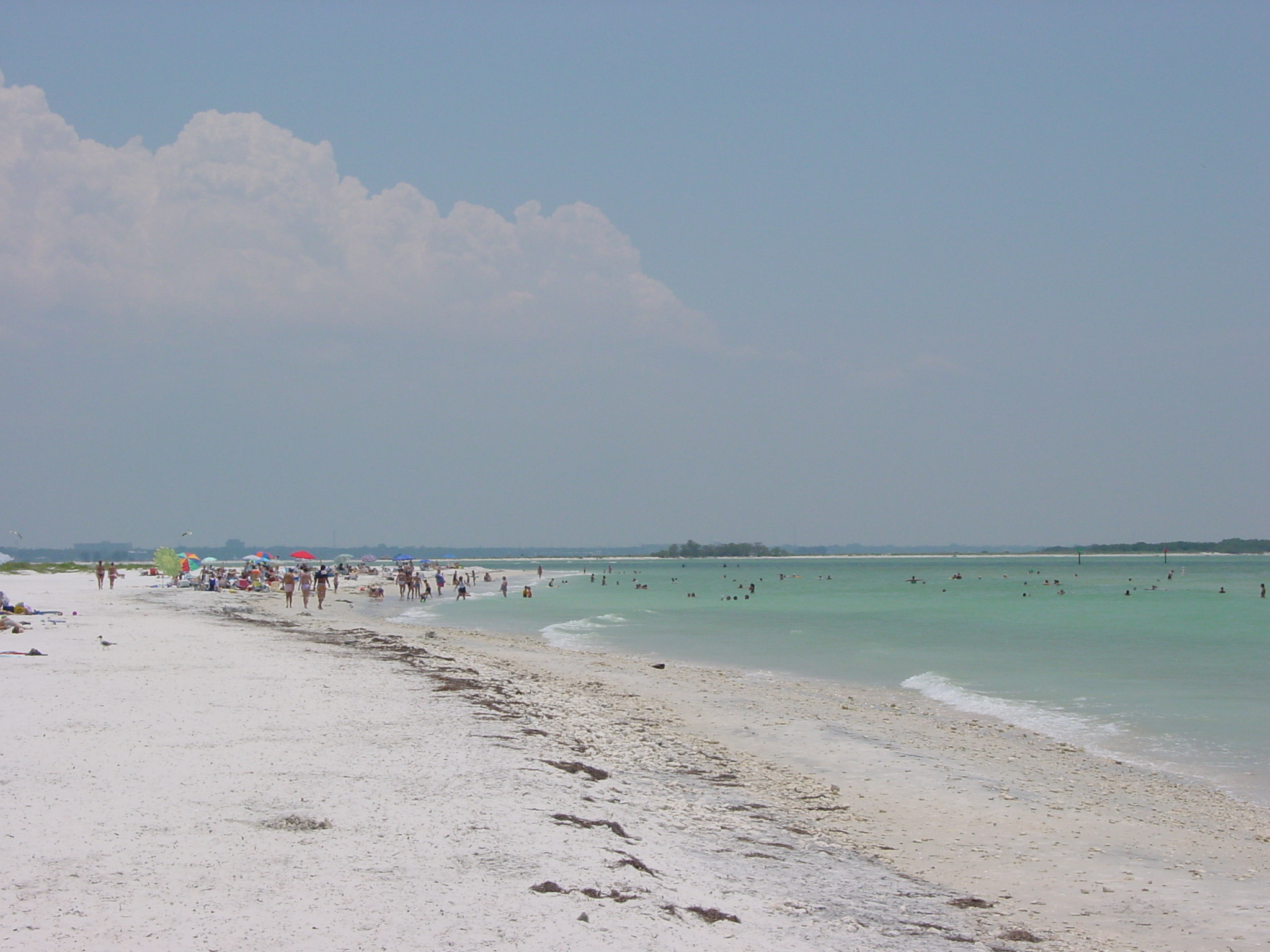
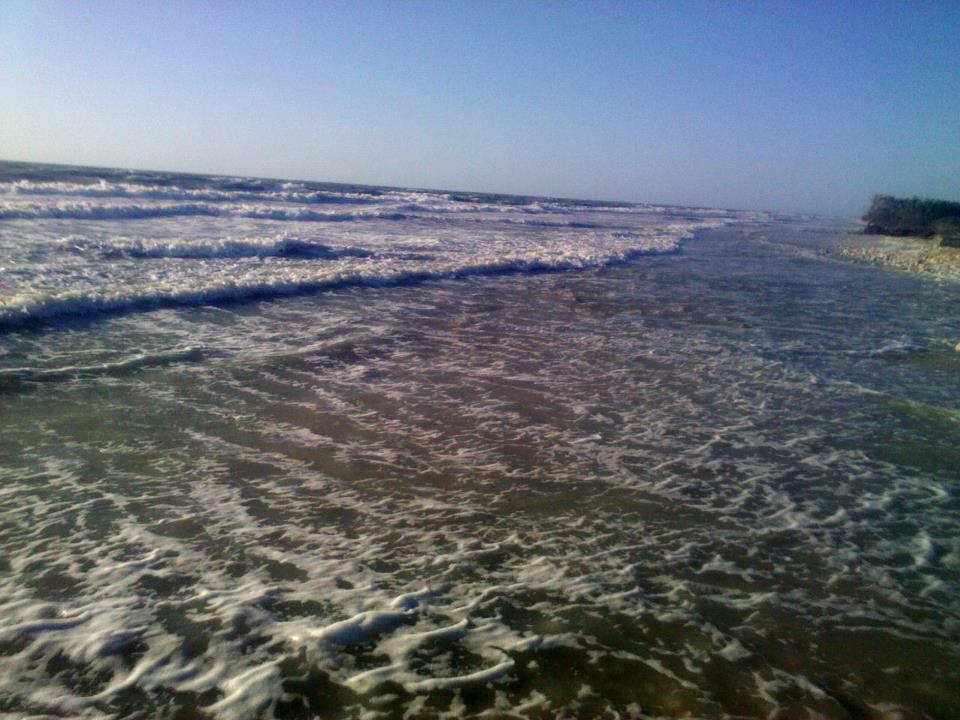
الأمواج المرتفعة في فترة ما بعد الظهيرة الباردة في أواخر أكتوبر
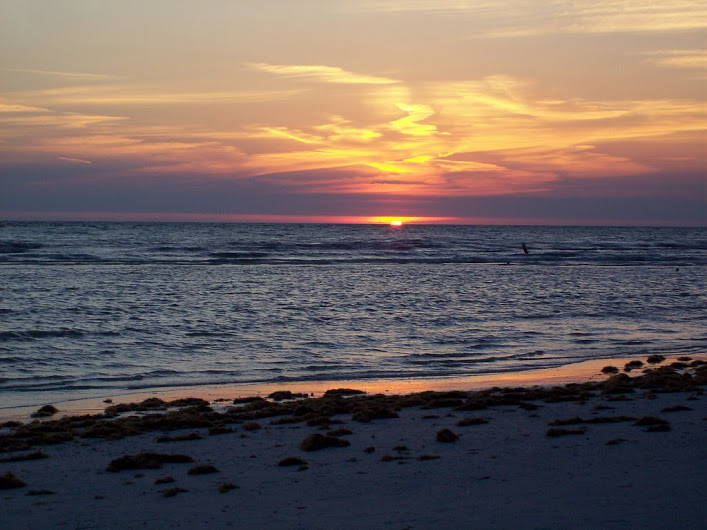
غروب الشمس في جزيرة شهر العسل
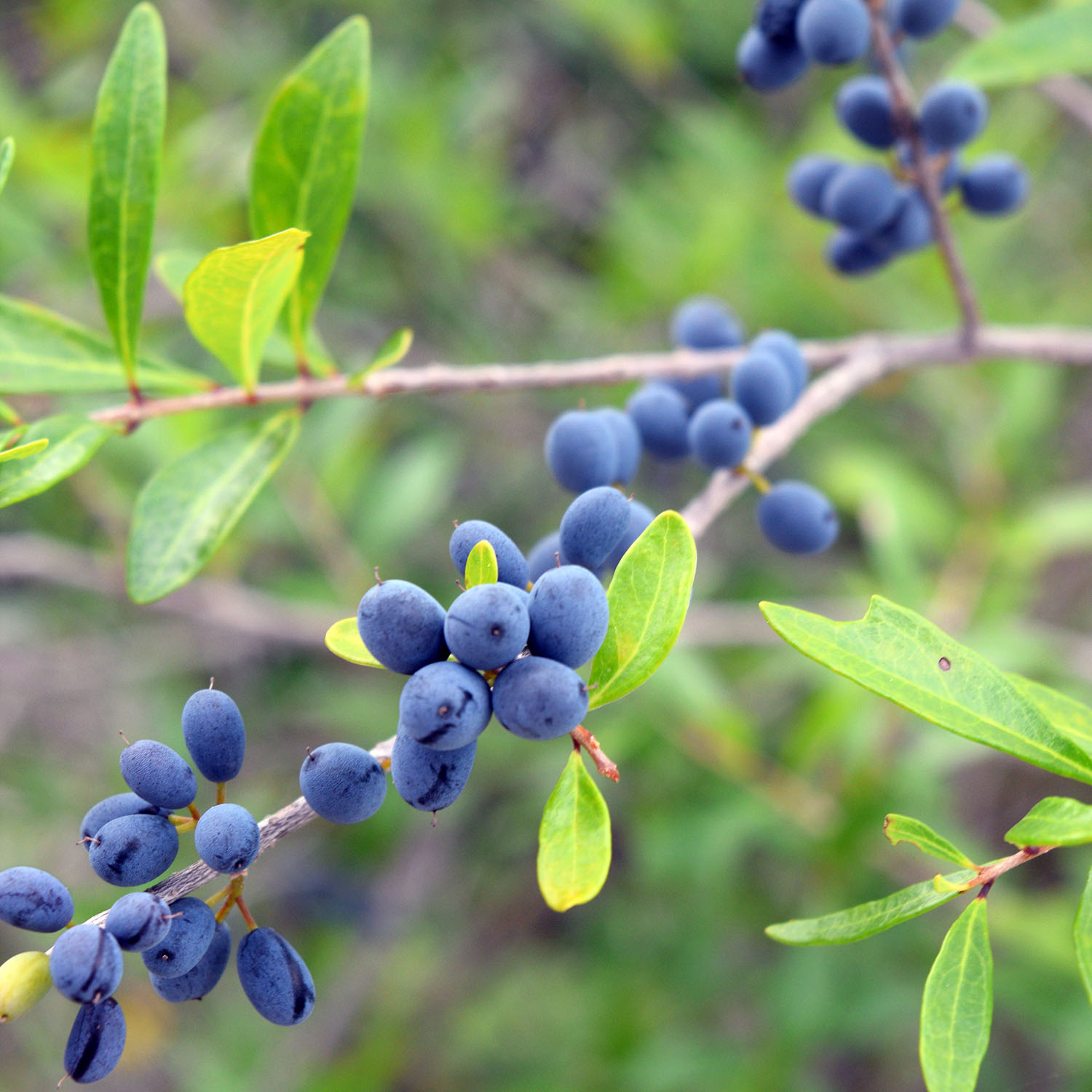
التوت البري
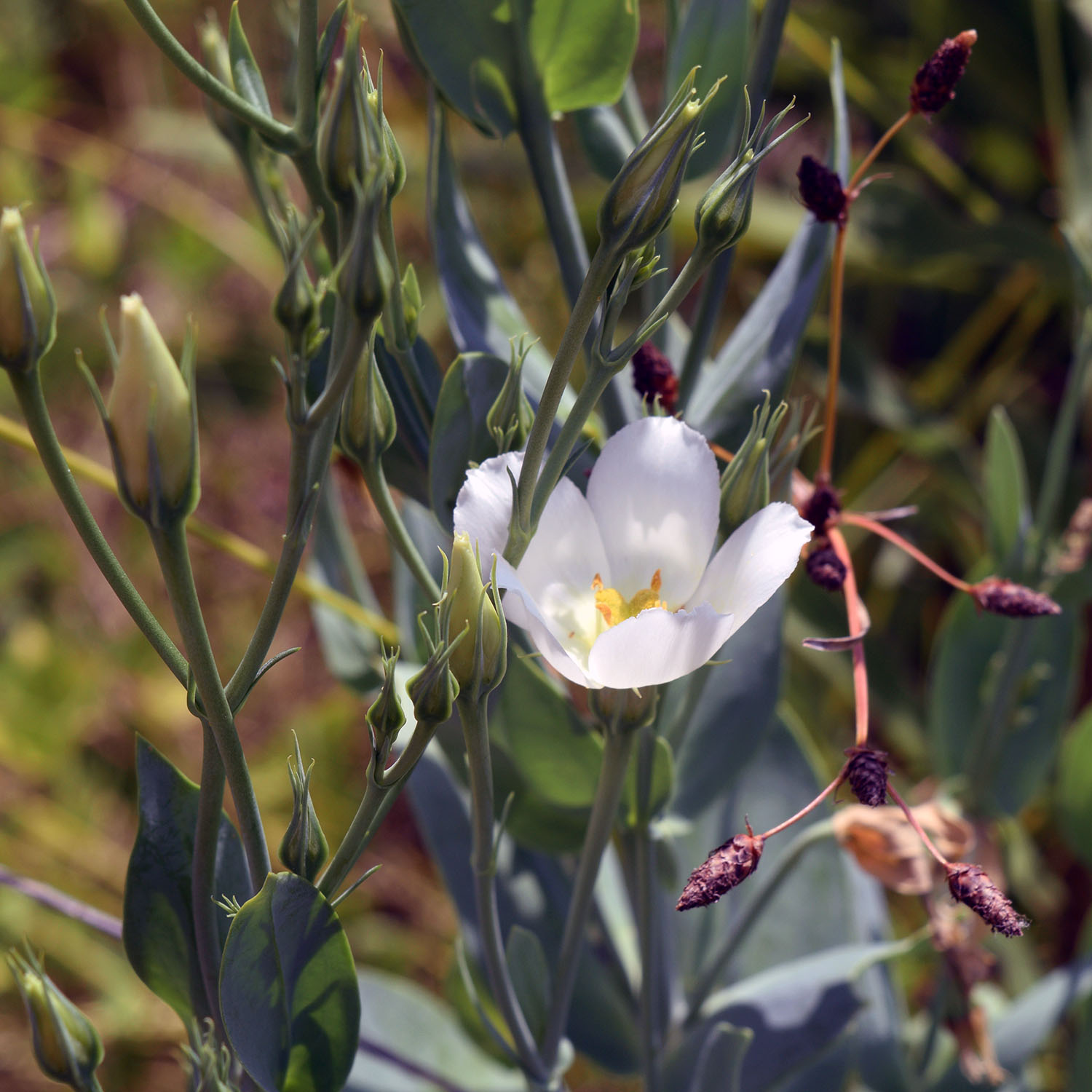
زهرة برية
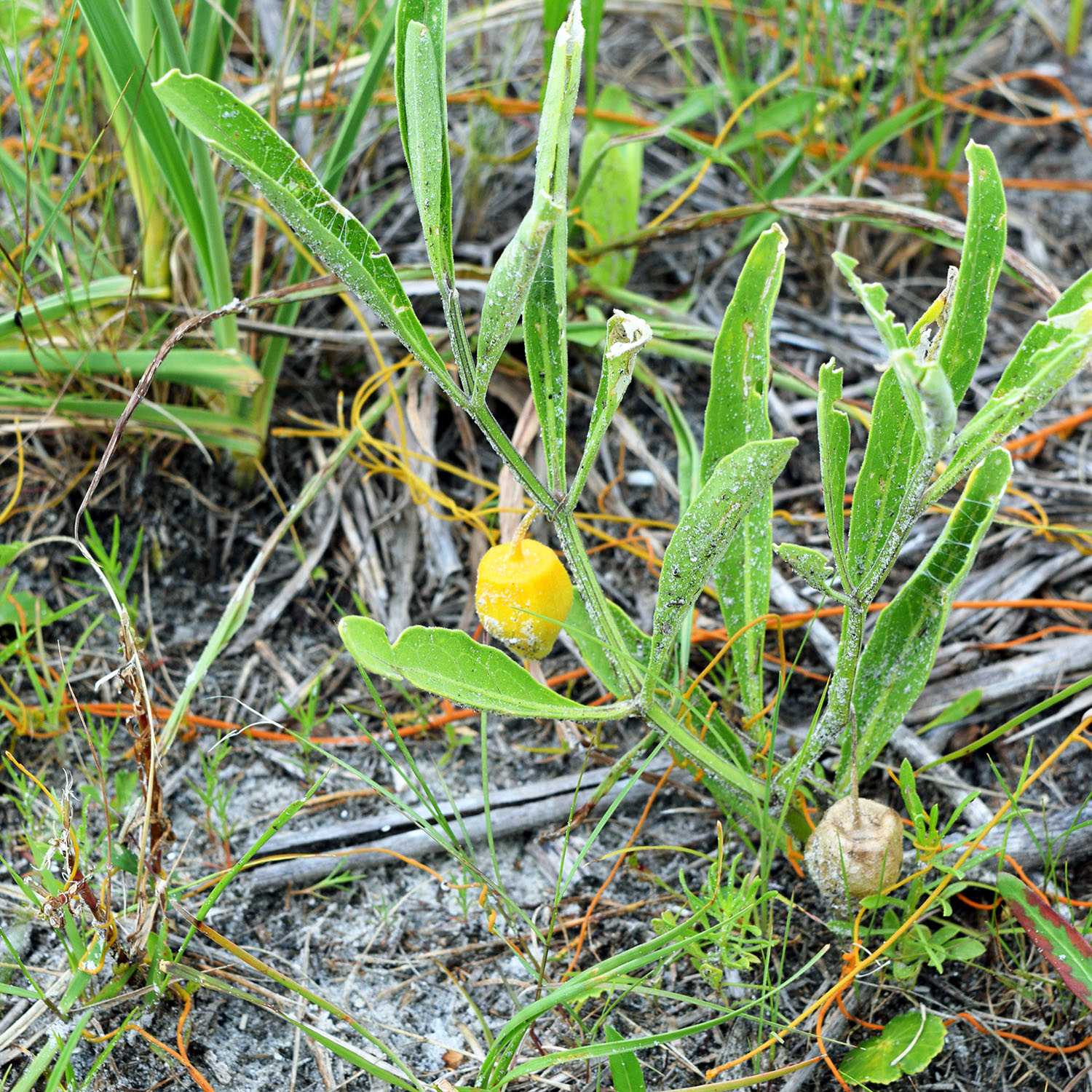
كرز والتر المطحون ('Physalis walteri' Nutt.)